# Craspedosis chrysopyga
Craspedosis chrysopyga is een vlinder uit de familie van de spanners (Geometridae). De wetenschappelijke naam van de soort is voor het eerst geldig gepubliceerd in 1932 door de Engelse entomoloog Louis Beethoven Prout aan de hand van een aantal exemplaren die in 1924 waren verzameld door A.F. Eichhorn op het eiland Nieuw-Ierland.